# 全国対抗歌合戦
『タイガー 全国対抗歌合戦』（タイガー ぜんこくたいこううたがっせん）は、1966年11月16日から1967年9月27日までTBS系列局で放送されていた朝日放送製作の歌謡番組である。タイガー魔法瓶工業（現・タイガー魔法瓶）の一社提供。放送時間は毎週水曜 19:00 - 19:30 （日本標準時）。

## 概要
「北海道」「東日本（東北・関東）」「中部日本」「西日本（近畿・中国・四国）」「九州」の5つのブロックで予選を行い、それらを勝ち抜いてきた一般参加者たちを集めての公開放送を行っていた視聴者参加型番組。本選での優勝者は「チャンピオン」となって翌週以降も出場し、チャンピオン輩出ブロック以外の4ブロックからの出場者たちを相手に歌で競い続けた。そして5週勝ち抜くと賞金100万円が贈られた。
司会は財津一郎とヘレン杉本（後の西川ヘレン）が、審査員は市川昭介と吉田正と叶弦大が務めていた。番組のオープニングは、登場した財津とヘレンがしばらく会話をし、オチがついたところで「ガオー！」と虎の咆哮SEが入って開始するというものだった。エンディングは、財津が「では来週もこの時間、このチャンネルに合わせて…チョーダイ！」と自分のギャグで締め括っていた。
| TBS系列 水曜19:00 - 19:30枠 【本番組までタイガー魔法瓶工業一社提供枠】 | TBS系列 水曜19:00 - 19:30枠 【本番組までタイガー魔法瓶工業一社提供枠】 | TBS系列 水曜19:00 - 19:30枠 【本番組までタイガー魔法瓶工業一社提供枠】 |
| 前番組                                                                 | 番組名                                                                 | 次番組                                                                 |
| ---------------------------------------------------------------------- | ---------------------------------------------------------------------- | ---------------------------------------------------------------------- |
| 今週の花嫁花婿 （1966年2月2日 - 1966年11月9日）                        | タイガー 全国対抗歌合戦 （1966年11月16日 - 1967年9月27日）             | スカイヤーズ5 （モノクロ版） （1967年10月4日 - 1967年12月27日）        |